# Tade Smičiklas
Tade Smičiklas (tudi Tadija Smičiklas), hrvaški pedagog in zgodovinar, * 1. oktober 1843, Rešeto na Žumberku, † 8. junij 1914, Zagreb.
Smičiklas je bil rektor Univerze v Zagrebu v študijskem letu 1887/88 in profesor hrvaške zgodovine na Filozofski fakulteti.